# Francesca da Rimini (Čajkovskij)
Francesca da Rimini, Op. 32, je symfonická báseň ruského skladatele Petra Iljiče Čajkovského. Vznikla v říjnu 1876 během skladatelova pobytu v Bayreuthu a zakládá se na pátém zpěvu z Božské komedie italského básníka Danta Alighieriho. Po třech týdnech komponování napsal Čajkovskij svému bratrovi Modestovi: „Psal jsem ji s láskou a zdařila se mi.“
Čajkovským zvolená scéna z Dantova díla popisuje nešťastnou lásku Francescy da Rimini, patricijské dcery z Ravenny, a Paola, bratra jejího manžela Giovanniho. Giovanni odhalí jejich milostný poměr a zabije je.
Dílo je rozděleno do tří částí: temná první část, stejně jako disonantní třetí část, líčí pekelná muka Francescy a Paola, zatímco prostřední část, andante cantabile, vyjadřuje jejich vzájemnou lásku. 

Úspěšnou premiéru dirigoval Nikolaj Rubinstein 24. února (8. března podle gregoriánského kalendáře) 1877 v Moskvě.